# Rhabdodontomorpha
Rhabdodontomorpha es un clado extinto de dinosaurios iguanodontianos basales. Este grupo fue nombrado en 2016 en el contexto de la descripción del ancestro más reciente de la familia Rhabdodontidae, basado en hallazgos hechos de fósiles del Cretácico Inferior en España. Se llevó a cabo un análisis cladístico en el cual se halló que Muttaburrasaurus era el taxón hermano de los Rhabdodontidae sensu Weishampel et al. (2003). Por lo tanto, Paul-Emile Dieudonné, Thierry Tortosa, Fidel Torcida Fernández-Baldor, José Ignacio Canudo e Ignacio Díaz-Martínez definieron a Rhabdodontomorpha como un clado basado en nodos: el grupo consistente en el último ancestro común de Rhabdodon priscus Matheron, 1869 y de Muttaburrasaurus langdoni Bartholomai y Molnar, 1981 y todos sus descendientes. Este clado consta de Rhabdodon, Zalmoxes y Mochlodon, el ornitópodo de Vegagete, Muttaburrasaurus  y potencialmente también a Fostoria dhimbangunmal. Los rabdodontomorfos abarcan un amplio rango de tamaños, desde muy pequeño a muy grande. Sus miembros proceden de Europa y Gondwana. Debió diferenciarse de otros tipos de iguanodontianos durante el Jurásico Medio.